# Persone di cognome Powell
| Questa pagina contiene informazioni ricavate automaticamente dalle voci biografiche con l'ausilio del template Bio e di un bot. L'aggiornamento è periodico e automatico e ricostruisce completamente la pagina. Se manca una persona in questa lista, sei pregato di non aggiungerla, ma accertati piuttosto che la sua voce biografica contenga il template Bio e che i dati anagrafici siano correttamente compilati. Se il template Bio manca, inseriscilo tu stesso o, in alternativa, metti l'avviso {{tmp\|Bio}} che ne segnala la mancanza. Se i dati riportati sono sbagliati, correggi direttamente la voce biografica; le modifiche saranno visibili in questa lista entro pochi giorni. Per chiarimenti vedi il progetto antroponimi. La lista contiene solo le 108 persone che sono citate nell'enciclopedia e per le quali è stato implementato correttamente il template Bio. Pagina aggiornata al 24 feb 2025. |

Questa è una lista di persone presenti nell'enciclopedia che hanno il cognome Powell, suddivise per attività principale.

## Allenatori di calcio(5)
- Magnus Powell, allenatore di calcio e ex calciatore svedese (Örnsköldsvik, n. 1974)
- Barry Powell, allenatore di calcio e ex calciatore inglese (Kenilworth, n. 1954)
- Chris Powell, allenatore di calcio e ex calciatore inglese (Lambeth, n. 1969)
- Ivor Powell, allenatore di calcio e calciatore gallese (Bargoed, n. 1916 - † 2012)
- Ted Powell, allenatore di calcio e calciatore inglese (Sheffield, n. 1940 - † 2005)

## Attori(15)
- Addison Powell, attore, produttore televisivo e produttore teatrale statunitense (Belmont, n. 1921 - Shelburne, † 2010)
- Charles Edwin Powell, attore statunitense (Houston, n. 1964)
- Chris Powell, attore, sceneggiatore e comico statunitense (Detroit)
- Clifton Powell, attore statunitense (New York, n. 1956)
- David Powell, attore scozzese (Glasgow, n. 1883 - New York, † 1925)
- Dick Powell, attore, regista e cantante statunitense (Mountain View, n. 1904 - Los Angeles, † 1963)
- Drew Powell, attore statunitense (Noblesville, n. 1976)
- Esteban Powell, attore statunitense (Houston, n. 1976)
- Nosher Powell, attore, stuntman e pugile britannico (Camberwell, n. 1928 - Londra, † 2013)
- Glen Powell, attore statunitense (Austin, n. 1988)
- Isaac Cole Powell, attore, cantante e ballerino statunitense (Greensboro, n. 1994)
- Keith Powell, attore statunitense (Filadelfia, n. 1979)
- Randolph Powell, attore statunitense
- Robert Powell, attore britannico (Salford, n. 1944)
- William Powell, attore statunitense (Pittsburgh, n. 1892 - Palm Springs, † 1984)

## Attrici(5)
- Eleanor Powell, attrice e ballerina statunitense (Springfield, n. 1912 - Beverly Hills, † 1982)
- Eline Powell, attrice belga (Lovanio, n. 1990)
- Jane Powell, attrice, cantante e ballerina statunitense (Portland, n. 1929 - Wilton, † 2021)
- Jemma Powell, attrice britannica (n. 1980)
- Shezwae Powell, attrice, cantante e insegnante statunitense (Riverside)

## Avvocate(1)
- Sidney Powell, avvocato statunitense (Durham, n. 1955)

## Avvocati(2)
- Jerome Powell, avvocato e banchiere statunitense (Washington, n. 1953)
- Philip Powell, avvocato e beato britannico (Trallong, n. 1594 - Tyburn, † 1646)

## Batteristi(2)
- Cozy Powell, batterista britannico (Cirencester, n. 1947 - Bristol, † 1998)
- Don Powell, batterista britannico (Bilston, n. 1946)

## Calciatori(9)
- Abednico Powell, ex calciatore botswano (n. 1983)
- Alvas Powell, calciatore giamaicano (Danvers Pen, n. 1994)
- Conor Powell, calciatore irlandese (Dublino, n. 1987)
- Darryl Powell, ex calciatore giamaicano (Londra, n. 1971)
- Frank Powell, calciatore e allenatore di calcio inglese (Cardiff, n. 1883 - † 1946)
- Jack Powell, calciatore gallese (Ffrwd, n. 1860 - Wrexham, † 1947)
- Joe Powell, calciatore inglese (Bristol, n. 1870 - Londra, † 1896)
- Nick Powell, calciatore inglese (Crewe, n. 1994)
- Steve Powell, ex calciatore e allenatore di calcio inglese (Derby, n. 1955)

## Calciatrici(1)
- Hope Powell, ex calciatrice e allenatrice di calcio inglese (Lewisham, n. 1966)

## Canottieri(1)
- Eric Powell, canottiere britannico (Hornsey, n. 1886 - Piz Roseg, † 1933)

## Cantanti(2)
- Alan Powell, cantante e attore statunitense (Tennessee, n. 1985)
- Don Powell, cantante, compositore e attore statunitense (Los Angeles, n. 1936 - Udine, † 1995)

## Cantautori(2)
- Georgie Fame, cantautore, tastierista e chitarrista britannico (Leigh, n. 1943)
- Jesse Powell, cantautore statunitense (Gary, n. 1971 - Los Angeles, † 2022)

## Cavallerizze(1)
- Caroline Powell, cavallerizza neozelandese (Lower Hutt, n. 1973)

## Cestiste(2)
- Elaine Powell, ex cestista e allenatrice di pallacanestro statunitense (Monroe, n. 1975)
- Nicole Powell, ex cestista e allenatrice di pallacanestro statunitense (Sierra Vista, n. 1982)

## Cestisti(9)
- Carlos Powell, cestista statunitense (Florence, n. 1983)
- Jim Powell, cestista statunitense (Huntingburg, n. 1933 - New Orleans, † 2017)
- Josh Powell, ex cestista e allenatore di pallacanestro statunitense (Charleston, n. 1983)
- Cincy Powell, cestista statunitense (Baton Rouge, n. 1942 - Dallas, † 2023)
- Dwight Powell, cestista canadese (Toronto, n. 1991)
- Kasib Powell, ex cestista e allenatore di pallacanestro statunitense (Teaneck, n. 1981)
- Marshawn Powell, ex cestista statunitense (Newport News, n. 1990)
- Myles Powell, cestista statunitense (Trenton, n. 1997)
- Norman Powell, cestista statunitense (San Diego, n. 1993)

## Chitarristi(1)
- Andy Powell, chitarrista e cantante britannico (Stepney, n. 1950)

## Compositori(1)
- John Powell, compositore britannico (Londra, n. 1963)

## Conduttori televisivi(1)
- Chris Powell, conduttore televisivo statunitense (Phoenix, n. 1978)

## Conduttrici televisive(1)
- Jenny Powell, conduttrice televisiva inglese (Ilford, n. 1968)

## Costumiste(1)
- Sandy Powell, costumista britannica (Londra, n. 1960)

## Costumisti(1)
- Anthony Powell, costumista britannico (Chorlton-cum-Hardy, n. 1935 - Londra, † 2021)

## Discoboli(1)
- John Powell, discobolo statunitense (San Francisco, n. 1947 - Las Vegas, † 2022)

## Fisici(1)
- Cecil Frank Powell, fisico britannico (Tonbridge, n. 1903 - Casargo, † 1969)

## Generali(1)
- Colin Powell, generale e politico statunitense (New York, n. 1937 - Bethesda, † 2021)

## Geologi(1)
- John Wesley Powell, geologo, esploratore e militare statunitense (Mount Morris, n. 1834 - Brooklin, † 1902)

## Gesuiti(1)
- John Powell, gesuita e scrittore statunitense (Chicago, n. 1925 - Clarkston, † 2009)

## Giocatori di baseball(1)
- Landon Powell, ex giocatore di baseball statunitense (Raleigh, n. 1982)

## Giocatori di football americano(10)
- Art Powell, giocatore di football americano statunitense (Dallas, n. 1937 - San Diego, † 2015)
- Bilal Powell, ex giocatore di football americano statunitense (Lakeland, n. 1988)
- Brandon Powell, giocatore di football americano statunitense (Deerfield Beach, n. 1995)
- Christian Powell, giocatore di football americano statunitense (Loma Linda, n. 1994)
- Cornell Powell, giocatore di football americano statunitense (Greenville, n. 1997)
- Craig Powell, ex giocatore di football americano statunitense (Youngstown, n. 1971)
- Marvin Powell, giocatore di football americano statunitense (Fort Bragg, n. 1955 - † 2022)
- Ronald Powell, giocatore di football americano statunitense (Riverside, n. 1991 - † 2024)
- Ty Powell, giocatore di football americano statunitense (Marina, n. 1988)
- Walt Powell, giocatore di football americano statunitense (St. Louis, n. 1991)

## Golfisti(1)
- George Powell, golfista statunitense (Baltimora, n. 1869 - Saint Louis, † 1927)

## Lunghisti(1)
- Mike Powell, ex lunghista statunitense (Filadelfia, n. 1963)

## Matematici(1)
- Baden Powell, matematico e religioso britannico (Stamford Hill, n. 1796 - Londra, † 1860)

## Militari(1)
- Leslie Archibald Powell, militare e aviatore britannico (Redland, n. 1896 - Worthing, † 1961)

## Modelle(1)
- Susan Powell, modella e conduttrice televisiva statunitense (Elk City, n. 1959)

## Musicisti(1)
- Billy Powell, musicista statunitense (Corpus Christi, n. 1952 - Orange Park, † 2009)

## Navigatori(1)
- George Powell, navigatore e esploratore inglese (n. 1794 - † 1824)

## Parolieri(1)
- Peter Powell, paroliere e traduttore statunitense

## Pianisti(1)
- Bud Powell, pianista e compositore statunitense (New York, n. 1924 - New York, † 1966)

## Pilote automobilistiche(1)
- Alice Powell, pilota automobilistica britannica (Oxford, n. 1993)

## Politici(1)
- Enoch Powell, politico, scrittore e militare britannico (Birmingham, n. 1912 - Londra, † 1998)

## Rapper(1)
- Big Pokey, rapper statunitense (Houston, n. 1982 - Beaumont, † 2023)

## Registi(3)
- Frank Powell, regista, attore e sceneggiatore canadese (Hamilton, n. 1877 - New York, † 1957)
- Michael Powell, regista e sceneggiatore inglese (Bekesbourne, n. 1905 - Avening, † 1990)
- Paul Powell, regista, sceneggiatore e produttore cinematografico statunitense (Peoria, n. 1881 - Pasadena, † 1944)

## Sciatori alpini(1)
- Doug Powell, ex sciatore alpino statunitense (Peru, n. 1957)

## Sciatrici alpine(1)
- Caroline Powell, sciatrice alpina britannica (n. 1994)

## Scrittori(5)
- Richard Powell, scrittore, giornalista e pubblicitario statunitense (Filadelfia, n. 1908 - Fort Myers, Florida, † 1999)
- Anthony Powell, scrittore britannico (Londra, n. 1905 - Frome, † 2000)
- Arthur E. Powell, scrittore statunitense (Newtown, n. 1882 - Los Angeles, † 1969)
- Gareth L. Powell, scrittore britannico (n. 1970)
- Padgett Powell, scrittore statunitense (Gainesville, n. 1952)

## Scrittrici(2)
- Dawn Powell, scrittrice statunitense (Mount Gilead, n. 1896 - New York, † 1965)
- Julie Powell, scrittrice e blogger statunitense (Austin, n. 1973 - Olive, † 2022)

## Snowboarder(1)
- Zeb Powell, snowboarder statunitense (Waynesville, n. 2000)

## Tastieristi(1)
- Martin Powell, tastierista inglese (Sheffield, n. 1973)

## Velocisti(1)
- Asafa Powell, ex velocista giamaicano (Saint Catherine, n. 1982)

## Violiniste(1)
- Maud Powell, violinista statunitense (Peru, n. 1867 - Uniontown, † 1920)

## Violinisti(1)
- Andrew Powell, violinista, tastierista e produttore discografico britannico (Londra, n. 1949)